# Nemesapáti
Nemesapáti is een plaats (község) en gemeente in het Hongaarse comitaat Zala. Nemesapáti telt 547 inwoners (2001).